# Vukovars vattentorn
Vukovars vattentorn (kroatiska: Vukovarski vodotoranj) är ett vattentorn i Vukovar i Kroatien. Anläggningen skadades svårt i slaget om Vukovar som varade från augusti–november 1991 och var en del av det kroatiska självständighetskriget. Med anledning av förstörelsen åsamkad av den dåvarande jugoslaviska armén (till största del bestående av serbiska enheter) och serbiska paramilitära styrkor används den inte längre som vattentorn. Istället har det skadade vattentornet bevarats åt eftervärlden som kulturminnesskyddad byggnad. Det är ett av Vukovars främsta landmärken och sevärdheter samt symboliserar (inte minst i Kroatien) kampen för ett självständigt Kroatien.

## Historik
Vattentornet uppfördes åren 1963–1968 vid huvudvägen i stadsdelen Mitnica. Sett till storlek och volym var det ett av de största i sitt slag i Europa då det uppfördes. Före dess förstörelse år 1991 hade anläggningen en restaurang på toppen med utsikt över bland annat Vukovar och Donau. Under slaget om Vukovar var vattentornet ett av de objekt i staden som mottog flest träffar av den jugoslaviska arméns artilleri. Anläggningens omkring 600 hål av varierande dimensioner uppstod vid angreppet.